# 御都合主义
御都合主义这个术语主要在描述故事的展开时使用，是指无视故事之前立下的旗標（flag），强制添加设定，以及使用过度的偶然等手法，以达到方便作者推进故事进行的目的。这种批评对于那些没有足够的伏笔，因果联系，合理的解释，而伤及故事的高潮，不合气氛，影响情节的走向的作品用得特别多。
然而从另一方面来看，如果因果关系都有合理的解释，那么故事的趣味性也可能降低。芥川龙之介在《侏儒的话》中有类似观点的记述。
虽然一般人们都对御都合主义持否定观点，但在官能小説和动作片等类型的作品中，御都合主义是被容许的（或者说默认的）。

## 御都合主义的运用范例
由于作者创作能力不足
这是被称为御都合主义的典型例子。没有准备足够的伏笔，或者即使有准备伏笔，但没有充分的关联解释就让故事突然展开。因为情节的前后发展没有什么关联而显得突兀，使得读者或观众难以理解，而让作品的品質低下。
有目的地使故事如此展开
虽然建立起故事的缘由，是提升作品水準的要素之一，但单单是将故事进行大的展开就会很难，需要不少的条件来支持这样的展开。
例如，在很多悬疑侦探小说中，主人公的去处总会发生杀人事件，并且解谜这个事件的人物也恰好在现场。而且若是系列作品，这种巧合的展开还会多次发生。虽然是故事发展必不可缺的要素，这种为保证故事顺利展开的方便设定也可被称为御都合主义的一种。然而，这种只是为了给整个故事设立缘由的做法一般不称为“御都合主义”，而更多地被称为“固定规则”（お約束）。
而在电视剧《超異象之謎》中，曾经一度使用这种模式的剧情展开，但是为了避免长期连续使用造成的突兀感，后作《超人力霸王》中则改而采用主人公们积极寻找疑难事件，建立“科学特搜队”这样的设定。
愛情小說中的手机小说除了时常这样导入外，为强行使故事剧情发生转折而加入事故、重病这样的冲击来叙述也常常被批判为御都合主义。
为使情节发展更为圆滑
即使有不可回避的现实性问题需要考虑，但情节的发展更为重要的情况下，为使情节发展更为圆滑而予以忽略。
例如来到地球的外星人忽然说着地球的语言，虽然这是一种典型的御都合主义，但这是为了节省解释的时间而没有任何的解释，或者简单地解释为使用了高性能翻译机，或者偶然说相同的语言，再或是事前对地球的语言进行了研究和学习。此外，在刑侦过程中，警察对相关人员的指纹收集过程省略（即建立“指纹台帐”），而直接说出“现场有你的指纹！”这种话，这也是一种常见的模式。这种模式对于普通的读者或观众来说，也有一定程度的了解。
作者无意中造成的结果
即使作者没有足够的创作能力，在必要时，作者有时也会无意中使用到御都合主义的手法。虽然故事是由作者来写的，但为了能够得到赞助商或出版社的支持而不能自由表达作者的意向的情况下，御都合主义也可能在此过程中产生。
例如漫画《七龙珠》因为人气旺盛，杂志编辑部不希望作品完结，为使故事继续，要打败更强大的敌人，便给角色赋予新的能力（也称为“能力膨胀”或“power creep”）。这种现象在对决型的少年漫画类故事中常常出現。
此外漫画《小紅帽恰恰》在动画化时，原作中并没有出现能够商品化成为玩具的物件，再加上当时美少女戰士有着很高的人气，赞助商便希望故事大幅修改，最后该作品变成了一部变身少女类的动画。
因某些其他原因而运用御都合主义
确实采用御都合主义的展开方式能让故事表现更为充分，有些情况下观众也很容易接受。
例如，理想中的异性从天而降，或是被众多异性喜欢（后宫类作品），再或失散多年的母子重逢，又或丧失记忆后在恰当时候正好记忆恢复，又或同父异母却不知身世的兄妹相恋，再者像是斯蒂芬·斯皮尔伯格的作品《夺宝奇兵》系列那样，大胆运用御都合主义来讲述连续的冒险故事，有意识地依靠这些巧合来增进故事的趣味同时推动其发展。
许多官能小说及粉色电影中因床戏是最重要的部分，剧情展开部分非常敷衍或十分简单。